# Estación de Embid de Jalón
Embid de Jalón es un apeadero ferroviario situado en la localidad española de Embid de la Ribera (perteneciente al municipio de Calatayud) en la provincia de Zaragoza, comunidad autónoma de Aragón. Cuenta con servicios de Media Distancia.

## Situación ferroviaria
La estación se encuentra en el punto kilométrico 255 de la línea férrea de ancho ibérico que une Madrid con Barcelona a 488 metros de altitud, entre las estaciones de Embid de la Ribera y de Paracuellos-Sabiñán. 
El tramo es de via única y está electrificado. 

## La estación
Como curiosidad, existe una estación sin servicio de viajeros, utilizada sólo para apartado y crece de trenes, denominada "Embid de la Ribera", entre el apeadero de Embid de Jalón y Calatayud. Inicialmente era esta última la estación de referencia de la población y de la central eléctrica anexa, pero cesó la actividad de la central y al automatizarse los enclavamientos tuvo que cerrar al tráfico de viajeros, quedando únicamente como apartadero y cruce de trenes.
El apeadero de Embid de Jalón cuenta con una única vía y un andén. Nunca tuvo edificio de viajeros debido a la estrechez del andén, sino un simple refugio de obra. Aunque no forma parte de la estación, hay que resaltar el imponente arco de sillería para el tráfico rodado que cruza las vías en sentido Zaragoza.

## Historia
La estación fue inaugurada el 25 de mayo de 1863 con la apertura del tramo Medinaceli - Zaragoza de la línea férrea Madrid-Zaragoza por parte de la Compañía de los Ferrocarriles de Madrid a Zaragoza y Alicante o MZA. En 1941, la nacionalización del ferrocarril en España supuso la integración de la compañía en la recién creada RENFE.
Desde el 31 de diciembre de 2004 Renfe Operadora explota la línea mientras que Adif es la titular de las instalaciones ferroviarias.
Desde el 17 de marzo de 2020 Renfe redujo los servicios, pasando de 3 convoyes diarios por sentido (2 en sábados) a uno solo.

## Servicios ferroviarios

### Media Distancia
Renfe presta servicios de Media Distancia gracias a un tren Regional.
Dicho trayecto, Zaragoza-Arcos de Jalón, se realiza una vez al día por sentido con antiguos Intercity reconvertidos a regionales, los trenes de la serie 448 de Renfe. 
| Línea MD | Trenes   | Origen/Destino |  | Destino/Origen      |
| -------- | -------- | -------------- |  | ------------------- |
| '        | Regional | Arcos de Jalón |  | Zaragoza-Miraflores |